# Philopedon plagiatus
Philopedon plagiatus är en skalbaggsart som först beskrevs av Johann Gottlieb Schaller 1783.  Philopedon plagiatus ingår i släktet Philopedon, och familjen vivlar. Arten är reproducerande i Sverige.